# 다케자와촌 (사이타마현)
다케자와촌(竹沢村)은 사이타마현의 중서부 히키군에 속했던 촌이다.

## 역사
- 1889년 4월 1일 - 정촌제 시행에 의해 히키군 다케자와촌이 성립하였다.
- 1955년 2월 30일 - 오가와정, 오카와촌, 야와타촌과 합병해 오가와정이 신설되었다.

## 교통

### 철도
- 일본국유철도 (현:동일본 여객철도) 하치코 선
- 도부 철도 도조 본선